# 齐天乐·黄钟宫
《齐天乐·黄钟宫》，南宋词人姜夔的词作，写于丙辰年，即1196年（宋孝宗慶元二年）

## 诗词原文
|  | 庾郎先自吟愁赋，凄凄更闻私语。 露湿铜铺，苔侵石井，都是曾听伊处。 哀音似诉。正思妇无眠，起寻机杼。 曲曲屏山，夜凉独自甚情绪？ 西窗又吹暗雨。为谁频断续，相和砧杵？ 候馆迎秋，离宫吊月，别有伤心无数。 豳诗漫与。笑篱落呼灯，世间儿女。 写入琴丝，一声声更苦。 |

## 背景
1196年（宋孝宗慶元二年），姜夔41岁，与张功甫饮酒，听闻蟋蟀鸣叫，二人一同赋词。

## 评价
张炎词源：“白石《齐天乐》赋促织云云，皆全章精粹，所咏了然在目，且不留滞于物。'”